# Campionatore rosette

Vista dall'alto e laterale di un campionatore rosette. In grigio le bottiglie di Niskin, in blu l'unità di analisi CTD.

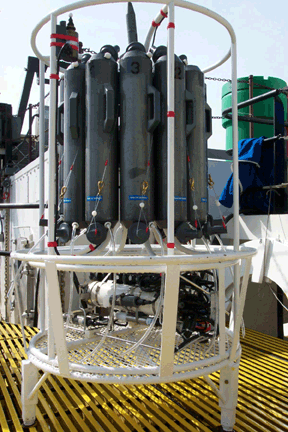
Un campionatore rosette.

Un campionatore rosette è un dispositivo utilizzato per il campionamento dell'acqua in acque profonde. Originariamente realizzato dalla General Oceanics, che mantiene i diritti sul marchio Rosette sebbene oggi con tale nome siano chiamati tutti i campionatori di questa forma (talvolta il nome viene anche italianizzato in "campionatore a rosetta"), questo tipo di campionatori costituisce un elemento chiave dell'attrezzatura utilizzata nelle indagini oceanografiche e idrografiche per raccogliere campioni in campagne di raccolta dati che possono durare anni.

## Struttura e utilizzo
Un campionatore rosette è costituito da un insieme di bottiglie di Niskin, in genere da 12 a 36 unità, con un volume variabile dagli 1,2 ai 30 litri, disposte in cerchio attorno a una struttura cilindrica centrale al di sotto della quale è presente un sistema di rilevamento costituito da una sonda CTD (acronimo di Conductivity, Temperature and Depth, ossia, in italiano: "Conduttività, Temperatura e Profondità"), in grado di misurare, a seconda della versione, non solo le grandezze da cui prende il nome ma anche la torbidità/trasparenza dell'acqua, la concentrazione di ossigeno disciolto e di clorofilla, il pH e altre ancora.
Nel suo utilizzo, il campionatore rosette viene fissato a una fune metallica e calato in acqua tramite un verricello fino ad arrivare in prossimità del fondale marino, a una distanza spesso dipendente dalla condizioni del mare. L'apertura delle bottiglie per la raccolta dell'acqua può essere automatica e governata da un profondimetro, oppure manuale ed azionata da un operatore remoto.
I campionatori rosette vengono utilizzati in generale per l'analisi chimica e la valutazione eco-tossicologia della acque di fondo, venendo generalmente preferiti a i campionatori Winchester nel caso si debba campionare a profondità superiori ai 50 metri.